# Euphyllodromia variegata
Euphyllodromia variegata är en kackerlacksart som först beskrevs av Walker, F. 1868.  Euphyllodromia variegata ingår i släktet Euphyllodromia och familjen småkackerlackor. Inga underarter finns listade i Catalogue of Life.